# Muntanyes Mishmi
Les muntanyes Mishmi (Mishmi Hills) són una cadena muntanyosa d'Arunachal Pradesh, a l'Índia, que arranca a la part final oriental de la vall del Brahmaputra. Hi viu el poble dels mishmis o dengpes. L'altura de les muntanyes supera sovint els 4.500 metres.